# Манинг Лий Стоукс
Манинг Лий Стоукс (на английски: Manning Lee Stokes) е плодовит американски писател на криминални романи, шпионски трилъри и комикси. Публикува произведенията си и под псевдонимите Джефри Лорд, Марш Марлоу, Кен Стентън, Джон Ийгъл, Пол Едуардс и Кърмит Уелс.

## Биография и творчество
Манинг Лий Стоукс е роден на 21 юни 1911 г. в Сейнт Луис, Мисури, САЩ, в семейството на Уилям Джон Стоукс и Бърнъс Лий.
Започва да пише криминални романи от 1945 г. Публикува произведенията си под собственото име до около края на 50-те години, откогато повечето от книгите му излизат под различни псевдоними.
Една от първите му серии е с героя Кристофър Фен. Той е частен детектив, богат наследник, който си избира случаите и предпочита да се нарича криминолог, а разследванията му се въртят около странни артефакти, в обкръжението на красиви жени. Между случаите той пише тънки монографии по широк кръг от теми, като „разследване на нео-семантичната теория“.
В следващите години участва в написването на трилъри от сериите „Ник Картър“, „Джон Ийгъл Експедитор“ и „Акванавтите“, както и на текстовете на различни комикси, популярни за времето си.
В края на творческия си път Стоукс също пише първите осем от секс-ориентирани научнофантастични и фентъзи романи от серията „Блейд“ през периода 1969 г. – 1973 г.
Манинг Лий Стоукс умира на 5 януари 1976 г. във Фармингдейл, окръг Насау, щата Ню Йорк, САЩ, където е погребан.

## Произведения (непълен списък)

### Самостоятелни романи
- The Wolf Howls Murder (1945)
- Green For A Grave (1946)
- The Dying Room (1947)
- The Case of the Winking Buddha (1950) – комикс
- The Crooked Circle (Too Many Murders) (1951)
- The Innocent Wanton (1952) – под псевдонима Кърмит Уелс
- Too Many Murderers (1955)
- Murder Can't Wait (1955)
- Under Cover of Night (1958)
- The Crave's in the Meadow (1959)
Смъртта те чака на ливадата, изд.: „Хр. Г. Данов“, Пловдив (1992), прев. Мариана Ламбова
- Award (1960)
- Blood on Boot Hill (1960) – под псевдонима Кърмит Уелс
- Girl on a Couch (1961)
- L'Enfant de la mort (1963)
- Un Trou dans l'herbe: Ethe Grave's in the meadowe (1967)
- Grand Prix (1967)
- Winning (1969)
- The Grave's in the Meadow (1974)
- Corporate Hooker (1975)

### Серия „Кристофър Фен“ (Christopher Fenn)
1. The Case of the President's Heads (1956)
2. The Case of the Judas Spoon (1957)

### Серия „Ник Картър“ (Nick Carter) – под псевдонимите Марш Марлоу, Кен Стентън, и Кърмит Уелс
1. The Eyes of the Tiger (1965)
2. Istanbul (1965)
3. Web Of Spies (1966)
4. Spy Castle (1966)
5. Dragon Flame (1966)
6. The Golden Serpent (1967)
7. Mission To Venice (1967)
8. Double Identity (1967)
9. The Devil's Cockpit (1967)
10. Assignment: Israel (1967)
11. The Filthy Five (1967)
12. A Korean Tiger (1967)
13. The Red Guard (1967)
14. Macao (1968)
15. Temple Of Fear (1968)
16. The Red Rays (1969)
17. The Cobra Kill (1969)
18. The Black Death (1970)
19. The Executioners (1970)

серията съдържа общо 261 романа от различни автори

### Серия „Джон Ийгъл „Експедитор“ (John Eagle) – под псевдонима Пол Едуардс
1. Needles Of Death (1973)
2. The Brain Scavengers (1973)
3. Valley Of Vultures (1973)
4. The Green Goddess (1975)
5. Silverskull (1975)

### Серия „Акванавтите“ (The Aquanauts) – под псевдонима Кен Стентън (Ken Stanton)
от серията има общо 11 романа
8. Operation Steelfish (1974)

10. Operation Sea Monster (1974)

11. Operation Mermaid (1974)

### Серия „Ричард Блейд“ (Richard Blade)
1. The Bronze Axe (1969)
2. The Jade Warrior (1969)
3. Jewel of Tharn (1969)
4. Slave of Sarma (1970)
5. Liberator of Jedd (1971)
6. Monster of the Maze (1973)
7. Pearl of Patmos (1973)
8. Undying World (1973)

От серията има още 29 романа написани от Роналд Дж. Грийн (28) и Рей Фарадей Нелсън (1) до 1984 г. под общия псевдоним Джефри Лорд (Jeffrey Lord)

### Серия „Седем морета“ (Seven Seas) – комикси (извадка само за Манинг Лий Стоукс)
- Captain Cutlass (1946)
- Harbor Patrol (1946)
- South Sea Girl (1946)
- Murder Goes Native (1947)
- The Thirsty Blade (1947)
- The Crawling Death Fish (1947)
- The Adventure of the Wandering Weapon (1947)
- Echoes of an A-Bomb (1947)
- Rascals, Ransom and Revenge (1947)